# HUMANITY
『HUMANITY』（ヒューマニティ）は、日本のロックバンドであるTHE MAD CAPSULE MARKET'Sの1枚目のオリジナル・アルバム。
1990年10月1日にインディーズレーベルであるINSECT NOISEからリリースされた。室姫深が中心となって結成されKYONOおよび紅麗剛市が参加した前身バンド「BERRIE」にMOTOKATSUが参加することが決定、「THE MAD CAPSULE MARKET'S」とバンド名が改名された後に初めて制作されたアルバムであり、作詞および作曲はKYONO、紅麗剛市、室姫の3名が担当、プロデュースの名義はTHE MAD CAPSULE MARKET'Sとなっている。
本作は山中湖スタジオにおいて曲作り合宿が行われた直後にそのままレコーディングが行われており、収録曲は「THE MAD CAPSULE MARKET'S」への改名後からレコーディングが行われるまでの2、3か月の間に書き下ろされた楽曲が中心となっているが、一部「BERRIE」時代から演奏されていた楽曲も収録されている。メジャーレーベルであるビクターエンタテインメントから1996年に再リリースされているが、一部楽曲のタイトルもしくは歌詞に修正が加えられている。

## 背景
ボーカル担当のKYONOは幼少期より親や兄がエルヴィス・プレスリーやビートルズを愛聴していたことから音楽に興味を持ち始め、邦楽ではゴダイゴや沢田研二を愛聴していたという。KYONOは後に加入する上田剛士と中学生時代に同級生であり、バンド結成の提案も出たもののその時点では実現しなかった。高校に進学したKYONOは同級生からの影響によりFLATBACKERやBOØWY、アナーキー、ザ・スターリンなどを愛聴するようになり、高校2年の終盤頃に室姫深が在籍していたバンドのボーカルが遅刻したため代役を頼まれ、室姫から「すごく上手いから入ってくれ」と言われたためにバンド活動を開始することになった。同時期にライブハウスで偶然上田とKYONOは再会、室姫がKYONOに対して新バンドのために上田を引き入れたいと依頼したことから上田がバンドに加入することになった。
上田は小学生時代にイエロー・マジック・オーケストラ (YMO)のレコードを購入し始め、当時流行していたサザンオールスターズなども愛聴していた。中学校に進学した上田はRCサクセションの他にザ・スターリンなどのパンク・ロックを愛聴するようになり、テレビ朝日系音楽番組『ベストヒットUSA』（1981年 - 1989年）の影響によりユーリズミックスやヒューマン・リーグなどを愛聴するようになった。その後ギターを購入したものの上田は全く練習せず、高校に進学した後はフリクションやLIZARD、ALLERGY、AUTO-MODなどのバンドを愛聴していた。KYONOと再会した上田はKYONOに対してセックス・ピストルズなどの洋楽を教え、逆に上田はKYONOからBOØWYを聴かされた際にギターの雰囲気などが異なるために新鮮であったと述べている。同時期に上田はギターを売ってベースを購入、理由について上田は「楽器自体がギターよりデッカいからカッコいいっていうのもあるし、簡単そうだっていうのもあったと思う」と述べており、当初はベースが全く弾けなかったため室姫から演奏方法を教わったとも述べている。
1985年に室姫を中心とするバンド「BERRIE」（ベリー）が結成され、KYONOおよび上田の他にスタジオに出入りしていた亜気がドラムス担当として加入することになった。1989年7月にはデモテープ『毒的革命 BERRIE'S REVOLUTION』をリリース。1990年1月26日にはクラブチッタ川崎にて行われたレッド・ホット・チリ・ペッパーズの初来日公演においてオープニングアクトを担当。当時は様々なレコード会社からデビューへの勧誘などがあったがメンバーはメジャー・デビューに対して懐疑的な感覚があったため実現せず、またライブハウスの従業員を通じてTBS系バラエティ番組『平成名物TV』（1989年 - 1991年）内の1コーナー「三宅裕司のいかすバンド天国」への出演依頼があったものの誘いには乗らず、後に番組を見たメンバー間で「断ってよかったね」と確認し合ったとKYONOは述べている。その後亜気が仕事の事情により3月脱退を表明したためにメンバーは新たなドラムス担当の募集を行い、当時交際していた女性がBERRIEのメンバーと知り合いであったことからスタジオに出入りするようになったMOTOKATSUがオーディションの結果バンドに加入することになった。MOTOKATSUは幼少期にYMOを聴き高橋幸宏に憧れを抱いたためにドラムス演奏を始め、高校在籍時に様々なバンドを掛け持ちしていた。MOTOKATSUの加入により全く新しいバンドであるという認識がメンバー間で共有されたことから、各自が好きな英単語を出し合ってなるべく長く覚えづらいバンド名にするという意向から、4月にはバンド名が「THE MAD CAPSULE MARKET'S」と改名されることになった。バンド名の変更について上田は「ベリーとマッドとは気持ちの上では繋がってはいないんだよ。ベリー的なものというのが、凄い自分らの中でも嫌になってたし、否定してきたからさ。で、ドラムが抜けて新しく入る事になって、違う新しいバンドという気持ちでいたから。俺とKYONOの間では、レッド・ホットやるちょっと前ぐらいには解散しようかって言ってたりはしたからさ、もう嫌だって」と述べている。8月にはインディーズ・レーベルからシングル「GOVERNMENT WALL」をリリースした。

## 録音、音楽性と歌詞
本作のレコーディングは1990年5月に山中湖スタジオで行われた。本作は結成直後にレコーディングが開始されているが、これはバンド側が望んだ上に事務所側が資金面において問題がなかったことから実現することになった。本作収録曲はMOTOKATSU加入後の2、3か月の間に制作されたものであると上田は述べている。本作はバンド結成から3か月後程度でレコーディングが開始されており、山中湖スタジオで合宿中に曲作りを行った直後にそのままレコーディングに入り、期間は3週間程度であったとMOTOKATSUは述べている。メンバーは山名湖付近で遊びながら楽しんでレコーディングを行っていたが、ボートには乗らなかったと上田は述べている。KYONOはレコーディング用マイクの存在を知らず、当初は「マイク持って歌わせろ」と主張していたといMOTOKATSUは述べている。当時のレコーディング風景はプライベートビデオに収録されており、ドラムスのMOTOKATSUは上半身裸でレコーディングしているため、後にメンバーは爆笑しながらビデオを閲覧したという。当時のMOTOKATSUはTシャツを2枚しか所持しておらず、洗濯した場合は裸の上に革ジャンのみという出で立ちであったとも述べている。本作レコーディングと同時にインディーズにてリリースされたシングル「GOVERNMENT WALL」のレコーディングも行われている。
本作には特にコンセプトはなく、何も考えずに演奏したい曲をただ演奏した状態のものが収録されている。本作が完成した時の心境として、上田は「自分らの作品が自分らの演奏で初めてカタチになって聴けるっていう、それがすごい新鮮だったし嬉しいし、驚いたし……。それだけですげえ楽しかった」と述べており、MOTOKATSUは「すごい嬉しかったし、出来も、録りの時点からすげえいいなって思ってた」と述べている。KYONOは本作について「勢いがすごかったと思う。KATSUが入ってMADになってレコーディング入って。何もかも初めての状態で。で、CD出して。その最初の勢いって結構すごかったんじゃないかな」と述べている。本作の音楽性に関して音楽情報サイト『CDジャーナル』では「ADK（レコード）を喚起させるハード・パンク」と記されており、音楽情報サイト『ローチケHMV』では「ハードで男らしいパンクサウンド」と記されている。
音楽誌『ロッキンf』の1994年2月号では本作の音楽性について、ハードコア・パンクおよびスラッシュメタル、ニュー・ウェイヴを融合したものであり、「過激な勢いに満ちたものとして、新しい刺激に飢えていた“早いもの好き”なロック・フリークたちの熱い注目を集めていった」と記載されている。また歌詞については「70年代のパンクをくぐり抜けたメッセージ性とアイロニーにあふれた歌詞」であると指摘、サウンドに関しては「ミクスチャー・ロックが持つ猥雑な暴力性をバックにした」作品であると記載、さらに「観客を突き放すかのようなライヴが、彼らを一気にインディーズ・ヒーローの座に押し上げていったといえるだろう」と総括している。

## 楽曲
1. 「三秒間の自殺」
再リリース盤はサビ部分のボーカルが一部削除されている。
2. 「あやつり人形」
BERRIE時代から演奏されている楽曲であるが、メジャー・デビューの際にリリースされたシングルのタイトル曲にもなっておりその際に再録音されている。それ以外にも2枚目のアルバム『P・O・P』（1991年）においてシングルとは異なるバージョンが収録され、ベスト・アルバム『1990-1996』（2004年）において本作収録バージョンのリミックスが収録されるなど、THE MAD CAPSULE MARKET'Sの楽曲の中では最も多くCDやDVDなどのメディアに収録されている曲となっている。
3. 「LIFE GAME」
再リリース盤はサビ部分のボーカルが一部削除されている。
4. 「ギラギラ」
後にシングル「カラクリの底」（1991年）のカップリング曲として収録された。
5. 「讃美歌」
室姫深の脱退後もライブにおいて複数回演奏されている。室姫がその後加入したバンドであるDIE IN CRIESとTHE MAD CAPSULE MARKET'Sが共演したイベントライブにおいても演奏された。
6. 「HUMANITY」
本作の表題曲であり、初のライブ・ビデオ『reading S.S.M』（1994年）においてライブ・バージョンが収録された。また、後に再録音されたバージョンがシングル「WALK! -JAPAN MIX-」（1996年）のカップリング曲として収録された。
7. 「カンヅメの中」
BERRIE時代から演奏されている楽曲。
8. 「どうしようもない恋人の唄」
ルースターズのアルバム『THE ROOSTERS』（1980年）収録曲である「どうしようもない恋の唄」からタイトルを引用している。後にシングル「あやつり人形」のカップリング曲として収録された。
9. 「Dear歩行者天国の皆様」
上田がボーカルを担当している。
10. 「ラ・ラ・ラ（僕がウソつきになった日）」
後にシングル「ギチ」のカップリング曲として収録された他、セルフカバー・アルバム『THE MAD CAPSULE MARKET'S』（1996年）にも収録されている。
11. 「だんだん」
ライブ・ビデオ『reading S.S.M』においてライブ・バージョンが収録された。
12. 「20秒」
当時のライブにおいてはアンコールで演奏されることが多かった楽曲。

## リリース、批評
| 専門評論家によるレビュー | 専門評論家によるレビュー |
| レビュー・スコア         | レビュー・スコア         |
| 出典                     | 評価                     |
| ------------------------ | ------------------------ |
| CDジャーナル             | 肯定的                   |

本作は1990年10月1日にインディーズレーベルであるINSECT NOISEからCDにてリリースされた。初回限定盤には「摩怒新聞（マッド新聞）」という新聞が特典として付属されていた。12トラック目に隠しトラックとなる「20秒」が収録されているが、同曲の歌詞は「摩怒新聞」に記載されている。本作リリース前にすでにレコード会社であるビクター音楽産業との関係性はあったものの、「まだデビューしたくない」というメンバーの意向によりインディーズレーベルからのリリースとなった。
本作について音楽情報サイト『CDジャーナル』では、「近頃ソリッドな音を放出するバンドが少なかっただけに彼らの存在は自主製作の至宝に値する」と称賛したものの、THE MAD CAPSULE MARKET'Sの音楽性に対して「精神性を基盤にするだけに袋小路に陥りやすい」と危惧した上で、「その辺を回避しながら末永いバンドの存続を願う」と総括している。
1996年12月18日にビクターエンタテインメントのInvitationレーベルから再リリースされた。その際、1曲目の「三秒間の自殺」のタイトルが「三秒間の■■」と一部伏字にされ、さらに「三秒間の■■」および「LIFE GAME」の歌詞が一部修正されている。また再リリース盤は歌詞カードが付属しておらず、ジャケットの中身は写真と曲目およびスタッフ名のみが記載されている。

## 収録曲
- CDブックレットに記載されたクレジットを参照[23]。

| #         | タイトル                                 | 作詞・作曲 | 編曲                     | 時間  |
| --------- | ---------------------------------------- | ---------- | ------------------------ | ----- |
| 1.        | 「三秒間の自殺」                         | KYONO      | THE MAD CAPSULE MARKET'S | 2:27  |
| 2.        | 「あやつり人形」                         | 紅麗剛市   | THE MAD CAPSULE MARKET'S | 2:55  |
| 3.        | 「LIFE GAME」                            | 紅麗剛市   | THE MAD CAPSULE MARKET'S | 4:07  |
| 4.        | 「ギラギラ」                             | KYONO      | THE MAD CAPSULE MARKET'S | 2:17  |
| 5.        | 「讃美歌」                               | 室姫深     | THE MAD CAPSULE MARKET'S | 3:14  |
| 6.        | 「HUMANITY」                             | 紅麗剛市   | THE MAD CAPSULE MARKET'S | 3:19  |
| 7.        | 「カンヅメの中」                         | KYONO      | THE MAD CAPSULE MARKET'S | 2:29  |
| 8.        | 「どうしようもない恋人の唄」             | 紅麗剛市   | THE MAD CAPSULE MARKET'S | 4:36  |
| 9.        | 「Dear歩行者天国の皆様」                 | 紅麗剛市   | THE MAD CAPSULE MARKET'S | 2:15  |
| 10.       | 「ラ・ラ・ラ（僕がウソつきになった日）」 | 紅麗剛市   | THE MAD CAPSULE MARKET'S | 2:15  |
| 11.       | 「だんだん」                             | 紅麗剛市   | THE MAD CAPSULE MARKET'S | 4:16  |
| 合計時間: | 合計時間:                                | 合計時間:  | 合計時間:                | 34:10 |

| #         | タイトル  | 作詞・作曲 | 編曲                     | 時間  |
| --------- | --------- | ---------- | ------------------------ | ----- |
| 12.       | 「20秒」  | 紅麗剛市   | THE MAD CAPSULE MARKET'S | 0:21  |
| 合計時間: | 合計時間: | 合計時間:  | 合計時間:                | 34:32 |

## スタッフ・クレジット
- CDブックレットに記載されたクレジットを参照[24][1]。

### THE MAD CAPSULE MARKET'S
- KYONO – ボーカル
- 室姫深 – ギター
- MOTOKATSU – ドラムス
- 紅麗死異剛市 – ベース

### 制作スタッフ
- THE MAD CAPSULE MARKET'S – プロデュース
- 亜気 – スペシャル・サンクス
- 北岡一浩 – 写真提供
- 辻砂織 – 写真提供
- FOOL'S MATE – 写真提供

## リリース日一覧
| No. | リリース日     | レーベル                               | 規格   | カタログ番号 | 備考                                     | 出典          |
| --- | -------------- | -------------------------------------- | ------ | ------------ | ---------------------------------------- | ------------- |
| 1   | 1990年10月1日  | INSECT NOISE                           | CD     | MAD-1001     |                                          |               |
| 2   | 1996年12月18日 | ビクターエンタテインメント／Invitation | CD     | VICL-23121   | 一部の曲タイトルと歌詞が修正されている   | [ 21 ] [ 25 ] |
| 3   | 2013年7月2日   | ビクターエンタテインメント／Invitation | AAC-LC | -            | デジタル・ダウンロード、「20秒」は未収録 | [ 26 ]        |